# Ảnh hưởng của đại dịch COVID-19 đối với chính trị

Các quốc gia có ít nhất một ngày bầu cử bị thay đổi do COVID-19

Đại dịch COVID-19 đã ảnh hưởng đến các mối quan hệ quốc tế và ảnh hưởng đến hệ thống chính trị của nhiều quốc gia, gây ra việc đình chỉ các hoạt động lập pháp, cô lập hoặc cái chết của nhiều chính trị gia, dời lại các cuộc bầu cử do lo ngại virus lây lan.

## Tác động chung
Việc đối phó với đại dịch đã dẫn đến việc mở rộng quyền lực của chính phủ chưa từng có. Những người ủng hộ chính phủ nhỏ lo lắng rằng nhà nước sẽ ngần ngại từ bỏ quyền lực đó khi cuộc khủng hoảng kết thúc, như thường thấy trong lịch sử.

### Sự nổi tiếng của lãnh đạo
Có bằng chứng cho thấy đại dịch đã gây ra hiệu ứng tụ tập xung quanh ngọn cờ ở nhiều quốc gia, với xếp hạng ủng hộ của chính phủ tăng ở Ý (+27 điểm phần trăm), Đức (+11), Pháp (+11) và Vương quốc Anh. Tại Hoa Kỳ, Tổng thống Donald Trump đã chứng kiến sự chấp thuận giảm 6 điểm, trong khi các thống đốc bang Hoa Kỳ đã chứng kiến mức tăng cao tới 55 điểm đối với Thống đốc New York Andrew Cuomo, 31 điểm đối với Thống đốc Bắc Carolina Roy Cooper, và 30 điểm cho Thống đốc Michigan Gretchen Whitmer.

### Tình trạng khẩn cấp
Ít nhất 84 quốc gia đã ban bố tình trạng khẩn cấp để ứng phó với đại dịch, dẫn đến lo ngại về việc lạm dụng quyền lực. Tổ chức Phóng viên không biên giới đã tuyên bố rằng 38 quốc gia đã hạn chế quyền tự do báo chí.  Các ví dụ khác bao gồm cấm các cuộc biểu tình quần chúng, hoãn bầu cử hoặc tổ chức chúng trong khi phe đối lập không thể vận động hiệu quả, thực thi có chọn lọc các quy tắc cấm vận đối với các đối thủ chính trị, chuyển tiền cứu trợ cho những người ủng hộ chính trị hoặc làm vật tế thần cho thiểu số. Nhiều quốc gia cũng đã công bố các chương trình giám sát quy mô lớn để theo dõi các tiếp xúc, dẫn đến những lo lắng về tác động của chúng đối với quyền riêng tư.

## Ảnh hưởng đến quan hệ quốc tế

### Liên minh Châu Âu
Thủ tướng Tây Ban Nha Pedro Sánchez tuyên bố rằng "Nếu bây giờ chúng ta không đề xuất một phản ứng thống nhất, mạnh mẽ và hiệu quả đối với cuộc khủng hoảng kinh tế này thì hậu quả không chỉ nghiêm trọng hơn mà còn kéo dài hơn và chúng ta sẽ đặt toàn bộ châu Âu vào tình thế nguy cấp", trong khi Thủ tướng Ý Giuseppe Conte nhận xét rằng" toàn bộ dự án châu Âu có nguy cơ mất đi sự nổi bật trong mắt công dân của chúng ta ". Từ ngày 4 đến ngày 19 tháng 3, Đức cấm xuất khẩu thiết bị bảo vệ cá nhân, và Pháp cũng hạn chế xuất khẩu thiết bị y tế, thu hút sự chỉ trích từ các quan chức EU, những người kêu gọi đoàn kết. Nhiều quốc gia trong Khu vực Schengen đã đóng cửa biên giới của họ để ngăn chặn sự lây lan của virus.

#### Nợ đồng phát hành
Các cuộc tranh luận về cách ứng phó với dịch bệnh và tình trạng suy thoái kinh tế của nó đã mở ra rạn nứt giữa các quốc gia thành viên Bắc và Nam Âu, gợi nhớ đến các cuộc tranh luận về cuộc khủng hoảng nợ châu Âu những năm 2010. Chín quốc gia EU — Ý, Pháp, Bỉ, Hy Lạp, Bồ Đào Nha, Tây Ban Nha, Ireland, Slovenia và Luxembourg — đã kêu gọi " trái phiếu corona " (một loại eurobond) để giúp các quốc gia của họ phục hồi sau dịch bệnh, vào ngày 25 tháng 3. Bức thư của họ viết rằng, "Trường hợp cho một công cụ thông thường như vậy là rất tốt, vì tất cả chúng ta đang phải đối mặt với một cú sốc đối xứng bên ngoài."  Các nước Bắc Âu như Đức, Áo, Phần Lan và Hà Lan phản đối việc phát hành nợ chung, vì lo ngại rằng họ sẽ phải trả lại trong trường hợp vỡ nợ. Thay vào đó, họ đề xuất rằng các quốc gia nên đăng ký các khoản vay từ Cơ chế ổn định châu Âu.  Trái phiếu Corona đã được thảo luận vào ngày 26 tháng 3 năm 2020 trong một cuộc họp của Hội đồng Châu Âu, kéo dài hơn 3 giờ so với dự kiến do phản ứng "cảm tính" của các thủ tướng Tây Ban Nha và Ý.  Chủ tịch Hội đồng Châu Âu Charles Michel  và người đứng đầu Ngân hàng Trung ương Châu Âu Christine Lagarde đã thúc giục EU xem xét phát hành nợ chung. Không giống như cuộc khủng hoảng nợ châu Âu - một phần do các nước bị ảnh hưởng gây ra - các nước Nam Âu không gây ra đại dịch coronavirus, do đó loại bỏ lời kêu gọi trách nhiệm quốc gia.

#### Quyền tự do dân sự
Mười sáu quốc gia thành viên của Liên minh châu Âu đã đưa ra một tuyên bố cảnh báo rằng một số biện pháp khẩn cấp do các quốc gia ban hành trong đại dịch coronavirus có thể làm suy yếu các nguyên tắc pháp quyền và dân chủ vào ngày 1/4. Họ thông báo rằng họ "ủng hộ sáng kiến của Ủy ban Châu Âu nhằm giám sát các biện pháp khẩn cấp và việc áp dụng chúng để đảm bảo các giá trị cơ bản của Liên minh được duy trì."  Tuyên bố không đề cập đến Hungary, nhưng giới quan sát cho rằng nó ngầm ám chỉ một đạo luật Hungary trao quyền toàn thể cho Chính phủ Hungary trong đại dịch coronavirus. Ngày hôm sau, Chính phủ Hungary tham gia tuyên bố.
Quốc hội Hungary đã thông qua luật trao quyền toàn thể cho Chính phủ theo đa số đủ điều kiện, 137 đến 53 phiếu ủng hộ, vào ngày 30 tháng 3 năm 2020. Sau khi ban hành luật, Tổng thống Hungary, János Áder, thông báo rằng ông đã kết luận rằng khung thời gian ủy quyền của Chính phủ sẽ được xác định và phạm vi của nó sẽ bị giới hạn. Ursula von der Leyen, Chủ tịch Ủy ban Châu Âu, tuyên bố rằng bà lo ngại về các biện pháp khẩn cấp của Hungary và nó nên được giới hạn ở những gì cần thiết và Bộ trưởng Ngoại giao Michael Roth đề nghị rằng nên áp dụng các biện pháp trừng phạt kinh tế đối với Hungary.
Những người đứng đầu mười ba đảng thành viên của Đảng Nhân dân Châu Âu (EPP) đã đưa ra đề xuất loại bỏ Fidesz Hungary theo luật mới vào ngày 2 tháng 4. Đáp lại, Viktor Orbán bày tỏ sẵn sàng thảo luận về bất kỳ vấn đề nào liên quan đến tư cách thành viên của Fidesz "sau khi đại dịch kết thúc" trong một bức thư gửi tới Tổng thư ký của EPP Antonio López-Istúriz White. Đề cập đến đề xuất của mười ba chính trị gia hàng đầu, Orbán cũng tuyên bố rằng “Tôi khó có thể tưởng tượng rằng bất kỳ ai trong chúng ta có thời gian cho những tưởng tượng về ý định của các quốc gia khác. Ngày nay, đây dường như là một thứ xa xỉ đắt tiền. "  Trong một cuộc họp video giữa các bộ trưởng ngoại giao của các nước thành viên Liên minh châu Âu vào ngày 3 tháng 4 năm 2020, Bộ trưởng Bộ Ngoại giao Hungary, Péter Szijjártó, đã yêu cầu các bộ trưởng khác đọc chính luật chứ không phải các bài thuyết trình có động cơ chính trị trên báo trước khi bình luận về nó.

### Quan hệ Nhật Bản - Hàn Quốc
Quan hệ Nhật Bản - Hàn Quốc trở nên xấu đi do hậu quả của đại dịch. Sau khi Nhật Bản tuyên bố sẽ bắt đầu cách ly tất cả những người đến từ Hàn Quốc, chính phủ Hàn Quốc mô tả động thái này là "vô lý, quá đáng và cực kỳ đáng tiếc", và không thể "không đặt câu hỏi liệu Nhật Bản có động cơ nào khác ngoài việc ngăn chặn dịch bệnh". Một số phương tiện truyền thông Hàn Quốc đã đưa ra ý kiến nhằm cải thiện quan hệ với Nhật Bản thông qua hỗ trợ khẩu trang cho Nhật Bản. Ngoài ra, một số chính quyền địa phương ở Nhật Bản không tiết lộ tên cũng đã thông báo ý định mua khẩu trang ở Hàn Quốc. Khi sự việc này được biết đến, một số nhà bình luận trực tuyến ở Nhật Bản bày tỏ rằng họ sẽ không bao giờ nhận được khẩu trang ngay cả khi nó đến từ Hàn Quốc, vì nó sẽ không miễn phí, vì đó sẽ là một áp lực công khai đối với chính phủ Nhật Bản nếu Hàn Quốc cho khẩu trang đến Nhật Bản. Tuy nhiên, chính phủ Hàn Quốc chưa bao giờ xem xét việc hỗ trợ khẩu trang cho Nhật Bản, và bày tỏ rằng họ sẽ chỉ tiến hành theo yêu cầu chính thức được công bố của chính phủ Nhật Bản về hỗ trợ cung cấp như khẩu trang, theo ý kiến của người dân Hàn Quốc. Ngược lại, bên trong Nhật Bản, một bài xã luận đã được xuất bản nói rằng chính phủ Hàn Quốc nên tài trợ các vật tư y tế như khẩu trang che mặt một cách bí mật và chính phủ Nhật Bản nên chấp nhận nó một cách thoải mái.

### Trung Quốc đại lục
Hoa Kỳ đã chỉ trích chính phủ Trung Quốc trong việc xử lý đại dịch bắt đầu từ tỉnh Hồ Bắc của Trung Quốc. Tại Brazil, Dân biểu Eduardo Bolsonaro, con trai của Tổng thống Jair Bolsonaro, đã gây ra tranh chấp ngoại giao với Trung Quốc khi ông này tweet lại một thông điệp có nội dung: "Sự đổ lỗi cho đại dịch coronavirus toàn cầu có tên và họ: Đảng Cộng sản Trung Quốc." Yang Wanming, nhà ngoại giao hàng đầu của Trung Quốc tại Brazil, đã tweet lại một thông điệp có nội dung: "Gia đình Bolsonaro là đầu độc lớn của đất nước này." 
Một số nhà bình luận tin rằng tuyên truyền của nhà nước ở Trung Quốc đang quảng bá một câu chuyện rằng hệ thống độc tài của Trung Quốc có khả năng duy nhất để kiềm chế virus và đối lập với phản ứng hỗn loạn của các nền dân chủ phương Tây. Giám đốc chính sách đối ngoại của Liên minh châu Âu Josep Borrell nói rằng "Trung Quốc đang tích cực thúc đẩy thông điệp rằng, không giống như Mỹ, họ là một đối tác có trách nhiệm và đáng tin cậy." 
Bộ Ngoại giao Trung Quốc tuyên bố rằng quân đội Hoa Kỳ đứng sau loại virus này. Khi Australia đề nghị một cuộc điều tra để hiểu rõ hơn về nguồn gốc của đại dịch và phá hoại Tổ chức Y tế Thế giới, Đại sứ Trung Quốc đã đe dọa sẽ trả đũa kinh tế. Đại sứ quán Trung Quốc tại Pháp đã tuyên bố rằng các viện dưỡng lão của Pháp đã "" từ bỏ việc của họ qua đêm... và khiến cư dân của họ chết vì đói và bệnh tật ". Chính phủ Trung Quốc cũng đã cố gắng tác động trực tiếp đến các tuyên bố của các chính phủ khác để thể hiện đất nước này theo một khía cạnh tích cực hơn, bao gồm cả ở Đức, và Wisconsin.
Trung Quốc đã gửi viện trợ đến 82 quốc gia, Tổ chức Y tế Thế giới và Liên minh châu Phi, được một số phương tiện truyền thông phương Tây coi là để "chống lại hình ảnh tiêu cực của nước này trong giai đoạn đầu của đại dịch". Theo Yangyang Cheng, một liên kết nghiên cứu sau tiến sĩ tại Đại học Cornell, "Chính phủ Trung Quốc đã cố gắng đưa quyền lực nhà nước Trung Quốc vượt ra ngoài biên giới của mình và thiết lập Trung Quốc như một nhà lãnh đạo toàn cầu, không khác với những gì chính phủ Mỹ đã làm trong hầu hết thế kỷ trước đó, và việc phân phối viện trợ y tế là một phần của sứ mệnh này. "  Borrell cảnh báo rằng có "một thành phần địa chính trị bao gồm cuộc đấu tranh giành ảnh hưởng thông qua việc quay vòng và 'chính trị của sự hào phóng'." 
Việc buôn bán vật tư y tế giữa Hoa Kỳ và Trung Quốc cũng trở nên phức tạp về mặt chính trị. Theo số liệu thống kê từ Trade Data Monitor, xuất khẩu khẩu trang và thiết bị y tế khác sang Trung Quốc từ Hoa Kỳ (và nhiều nước khác) đã tăng đột biến trong tháng 2, khiến tờ Washington Post chỉ trích rằng chính phủ Hoa Kỳ đã không lường trước được nhu cầu trong nước. thiết bị đó. Tương tự, The Wall Street Journal, trích dẫn Trade Data Monitor cho thấy Trung Quốc là nguồn cung cấp hàng đầu của nhiều nguồn cung cấp y tế chính, làm dấy lên lo ngại rằng thuế quan của Hoa Kỳ đối với hàng nhập khẩu từ Trung Quốc đe dọa nhập khẩu vật tư y tế vào Hoa Kỳ.

### Hoa Kỳ
Vào đầu tháng 3, các nhà lãnh đạo Liên minh châu Âu đã lên án quyết định hạn chế đi lại từ châu Âu đến Mỹ của Hoa Kỳ.
Mỹ đã bị các quan chức từ các nước khác giám sát vì cáo buộc chiếm đoạt các lô hàng cung cấp thiết yếu dành cho các nước khác.
Jean Rottner, Chủ tịch hội đồng khu vực Grand Est của Pháp, đã cáo buộc Hoa Kỳ làm gián đoạn việc giao mặt nạ bằng cách mua vào phút chót. Các quan chức Pháp tuyên bố rằng người Mỹ đã đến đường băng sân bay và đề nghị người Pháp thanh toán nhiều lần khi chuyến hàng được chuẩn bị khởi hành đến Pháp. Justin Trudeau, Thủ tướng Canada, đã yêu cầu Bill Blair, Bộ trưởng An toàn Công cộng và Marc Garneau, Bộ trưởng Giao thông, điều tra các cáo buộc rằng nguồn cung cấp y tế ban đầu dành cho Canada đã được chuyển hướng sang Hoa Kỳ. Chính trị gia Đức Andreas Geisel cáo buộc Hoa Kỳ phạm tội như "cướp biển hiện đại" sau khi báo cáo rằng 200.000 khẩu trang N95 dành cho cảnh sát Đức đã bị chuyển hướng trong một chuyến vận chuyển trên đường giữa các máy bay ở Thái Lan đến Hoa Kỳ, nhưng sau đó đã thay đổi tuyên bố của mình. ông nói rõ rằng các đơn đặt hàng khẩu trang được thực hiện thông qua một công ty Đức, không phải một công ty Mỹ như đã nêu trước đó và các vấn đề về chuỗi cung ứng đang được xem xét.
Do thiếu các gói xét nghiệm coronavirus, Thống đốc Maryland, Larry Hogan, đã yêu cầu vợ ông là Yumi Hogan, người sinh ra ở Hàn Quốc, đến nói chuyện với đại sứ Hàn Quốc và sau đó nhiều công ty Hàn Quốc tuyên bố rằng họ sẽ gửi các gói xét nghiệm đến Maryland.
Vào ngày 2 tháng 4 năm 2020, Tổng thống Trump đã viện dẫn Đạo luật Sản xuất Quốc phòng năm 1950 để ngừng xuất khẩu mặt nạ do 3M sản xuất sang Canada và Mỹ Latinh. Thủ tướng Canada Justin Trudeau cho rằng sẽ là sai lầm đối với cả hai nước khi hạn chế thương mại hàng hóa hoặc dịch vụ thiết yếu, bao gồm cả vật tư y tế và các chuyên gia, đồng thời nhận xét rằng điều này đi theo cả hai hướng. Chính phủ Canada đã chuyển sang Trung Quốc và những nơi khác để cung cấp nguồn cung cấp y tế quan trọng, trong khi họ tìm kiếm một cuộc thảo luận mang tính xây dựng về vấn đề này với chính quyền Trump.